# Такчура
Такчура́ (рос. Такчура, башк. Таҡсура) — село у складі Благоварського району Башкортостану, Росія. Входить до складу Танівської сільської ради.
Населення — 173 особи (2010; 194 в 2002).
Національний склад:
- башкири — 74 %